# 縮景園
34°23′59.0″N 132°28′02.9″E / 34.399722°N 132.467472°E

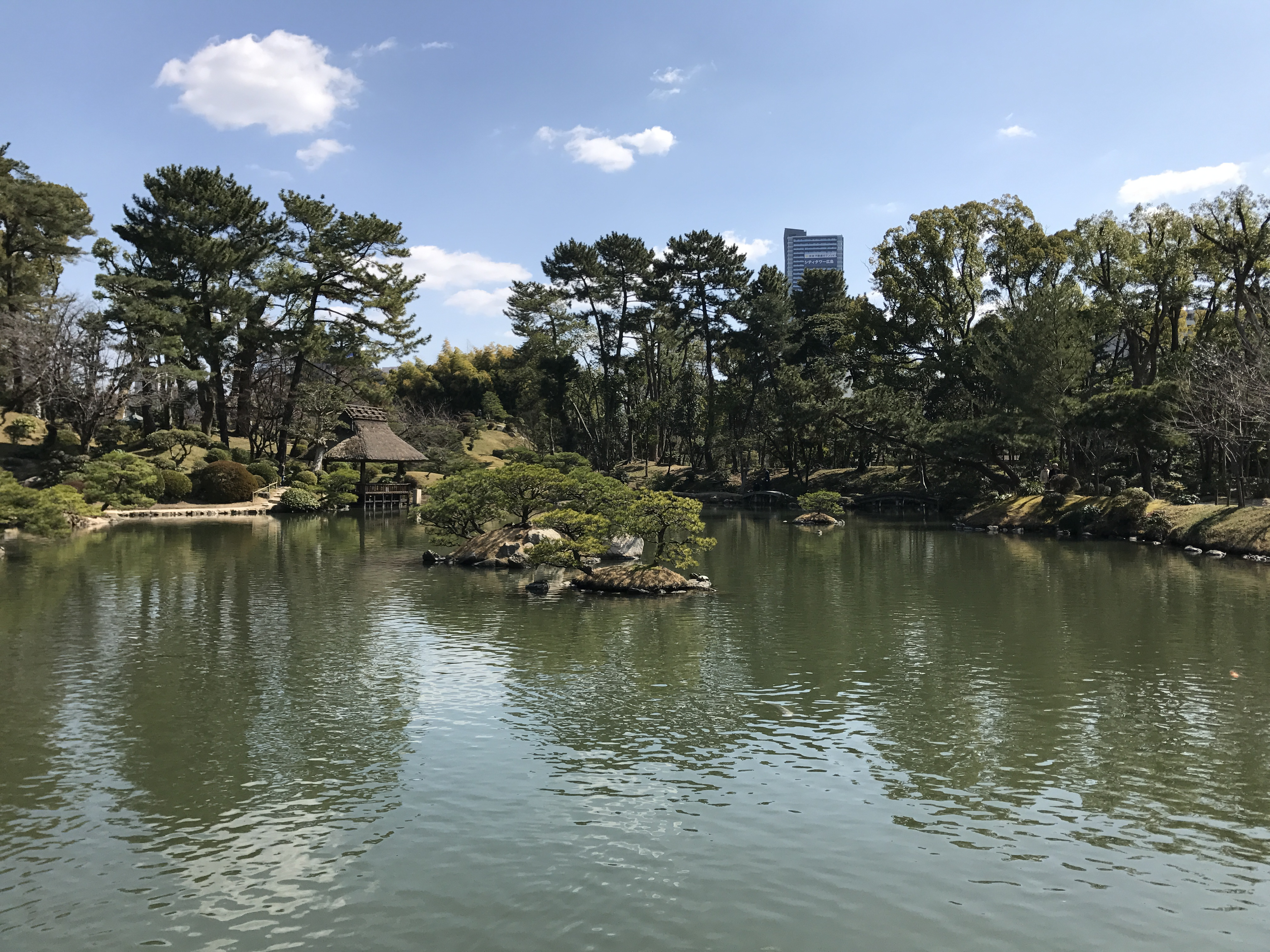
自縮景園的跨虹橋望向濯纓池和悠悠亭

縮景園（日语：／）是位於日本廣島縣廣島市中區上幟町的一座日本庭園；現被列為日本名勝、日本歷史公園100選，園內的跨虹橋被選為日本百名橋。
庭園中間為被稱為「濯纓池」的水池，「跨虹橋」從中間將水池分為東西兩區，水池的北、東、西面各築有假山，分別做為宗箇山、二葉山、彌山之借景，庭內最主要建築為位於跨虹橋南側的「清風館」，過去在池的南側也還有淺野氏在本地的住所，但已於二次大戰中被原子彈摧毀。
其歷史可以追溯至1620年，由當時廣島藩初代藩主淺野長晟所建的庭園，此後歷代淺野氏逐漸擴建至現今規模。1940年被日本政府列入國家名勝，同時淺野氏家族將這座庭園贈送給廣島縣政府，成為公有財產。1945年广岛市原子弹爆炸後庭園一度陷入荒廢，經過多年重建後才於1970年代重新開放。園內共有四千多棵樹木，但由於原子弹爆炸之緣故，在戰爭前遺留下來的樹木僅有三棵，其餘樹木皆為戰後重新種植的。
過去此庭園的正式名稱其實是「泉水屋敷」，在明治維新後直到二次大戰前都稱為「泉邸」，當地居民則稱之為「御泉水」，直到二次大戰後才改使用「縮景園」做為正式名稱。「縮景」之名稱據說是指濃縮匯聚中國的著名景點西湖之景觀，廣島藩淺野氏第二代藩主淺野光晟曾寫了序文：
縮海山于其地　聚風景於此楼（海山をその地に縮め　風景をこの楼に聚む）

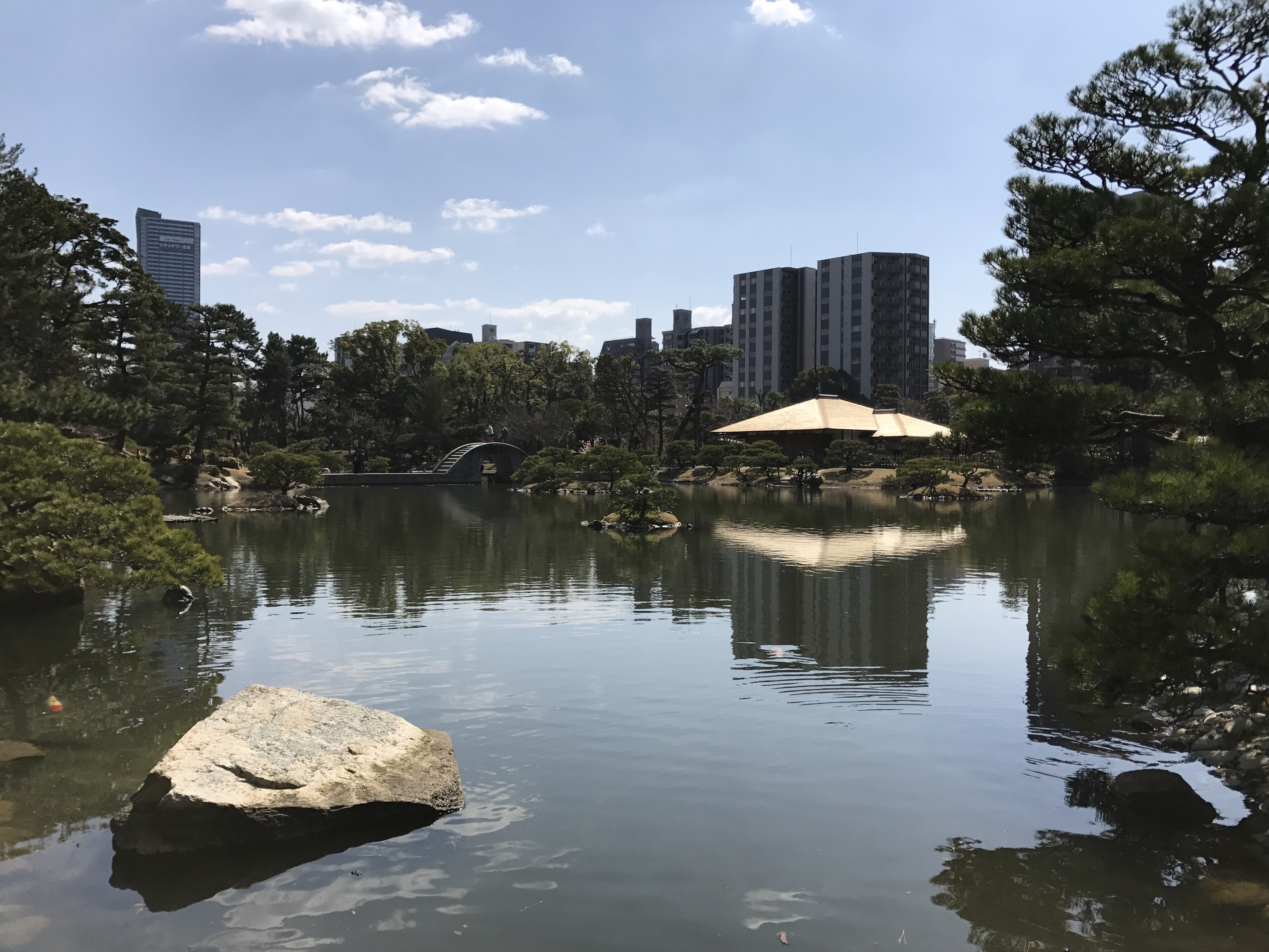
濯纓池、跨虹橋與清風館
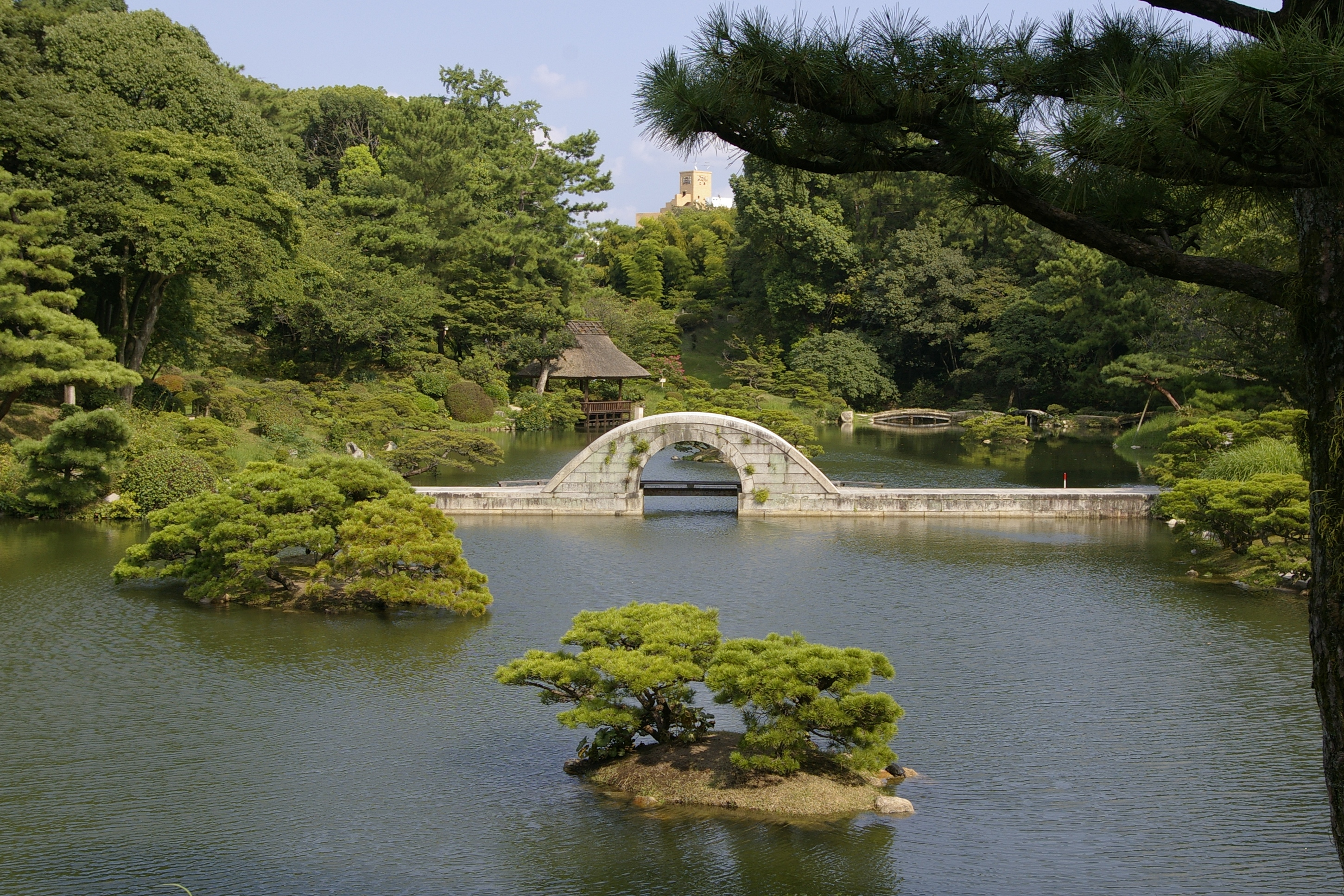
跨虹橋
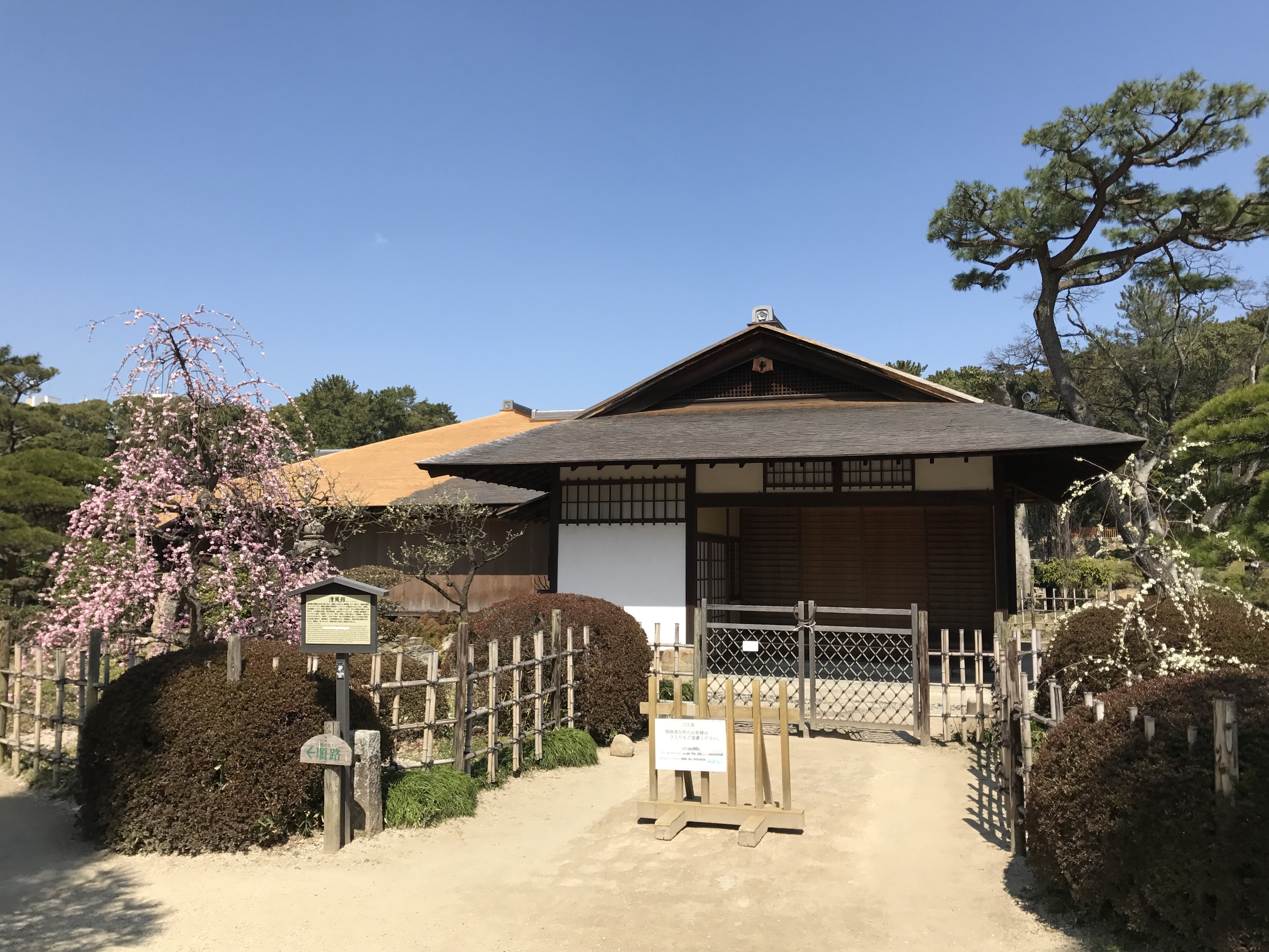
清風館
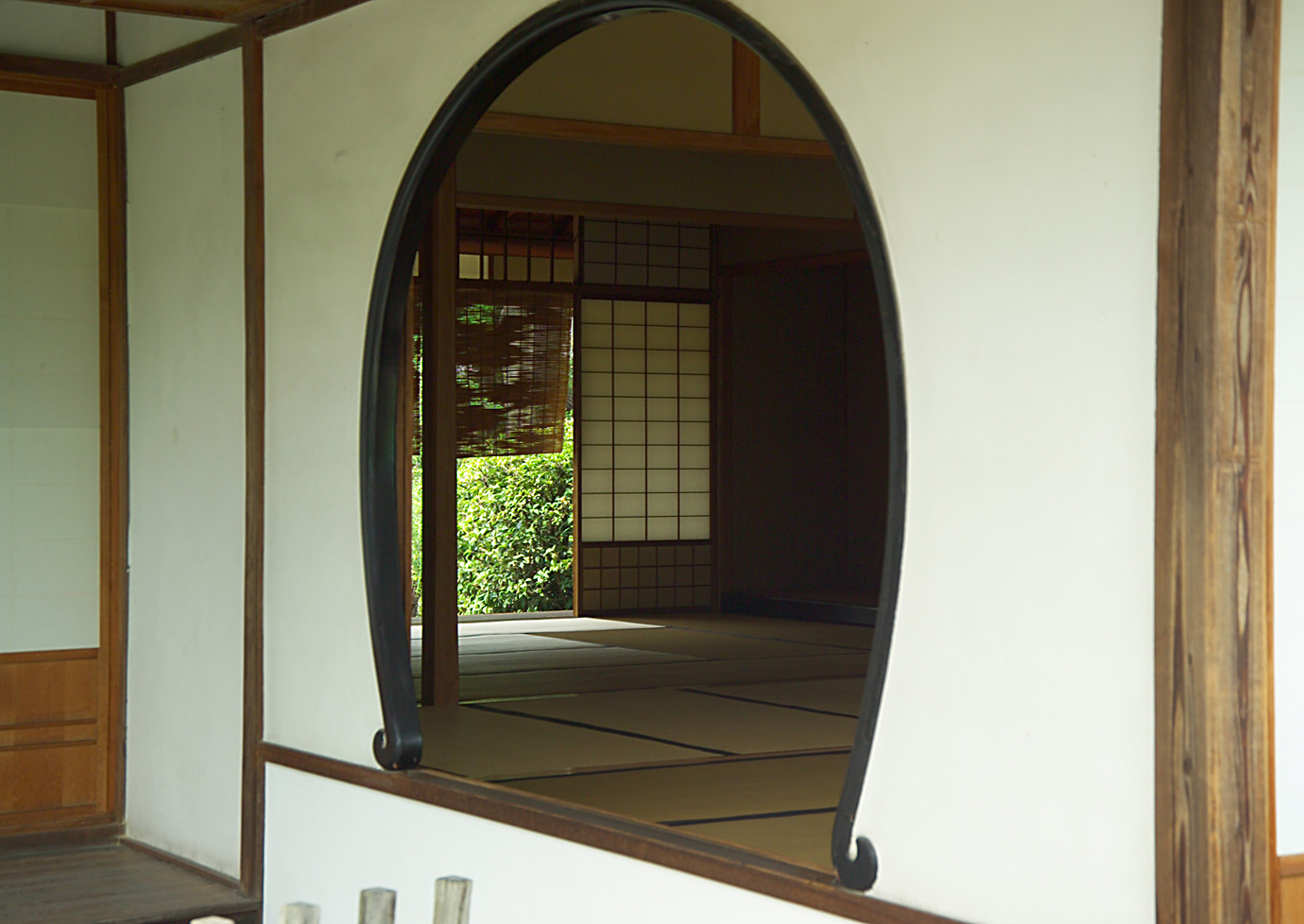
清風館的花頭窗
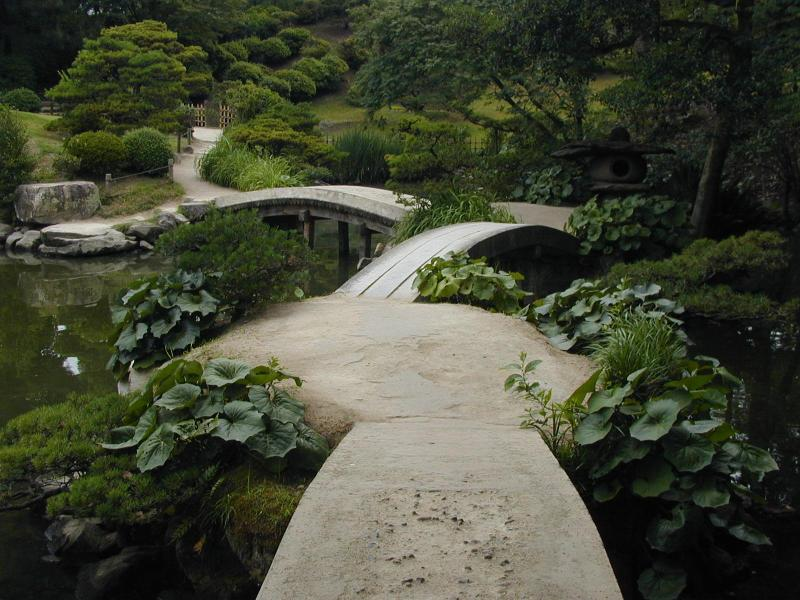
映波橋、昇仙橋、望春橋、悠悠亭
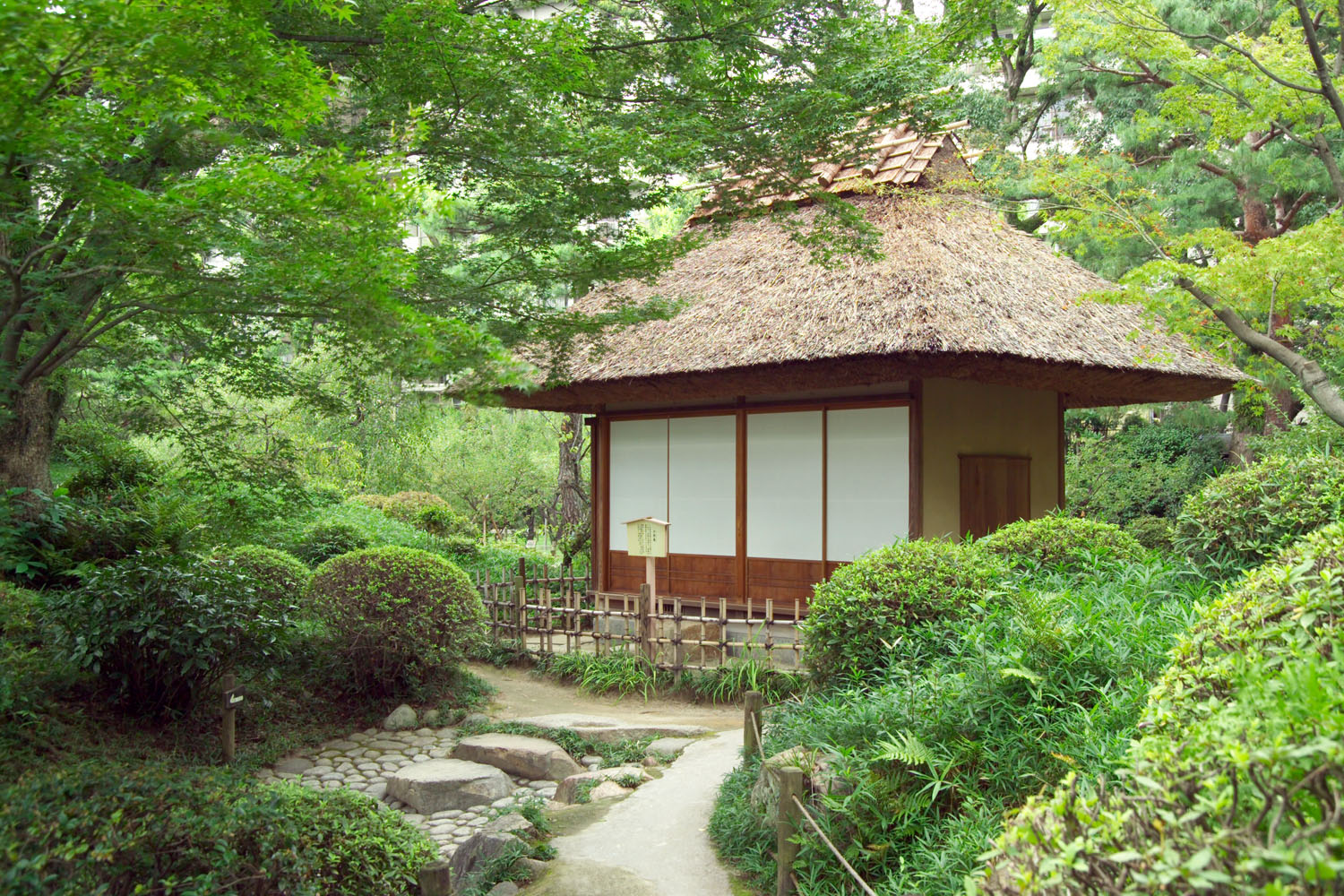
夕照庵
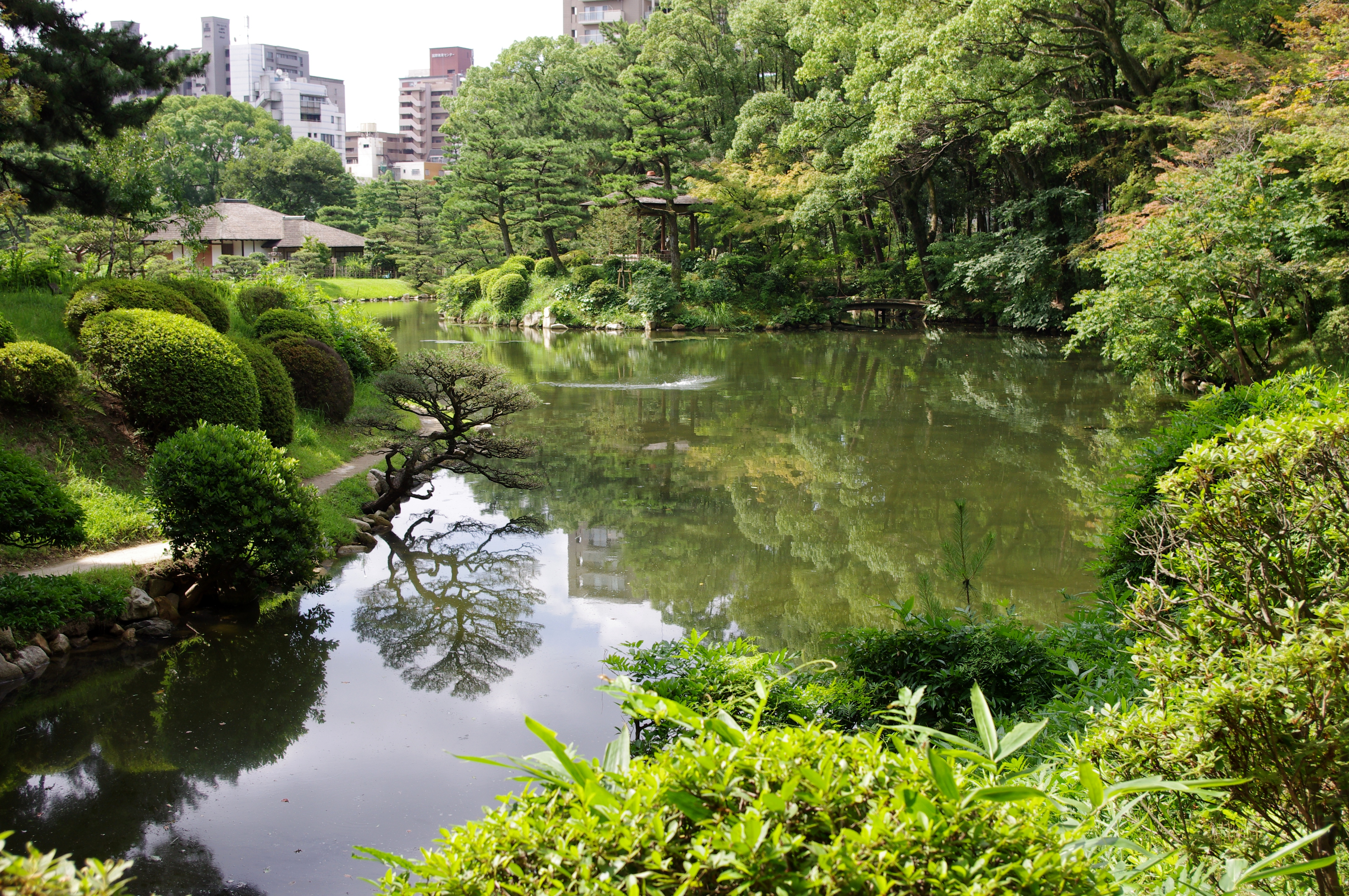
池西北端超然居方向
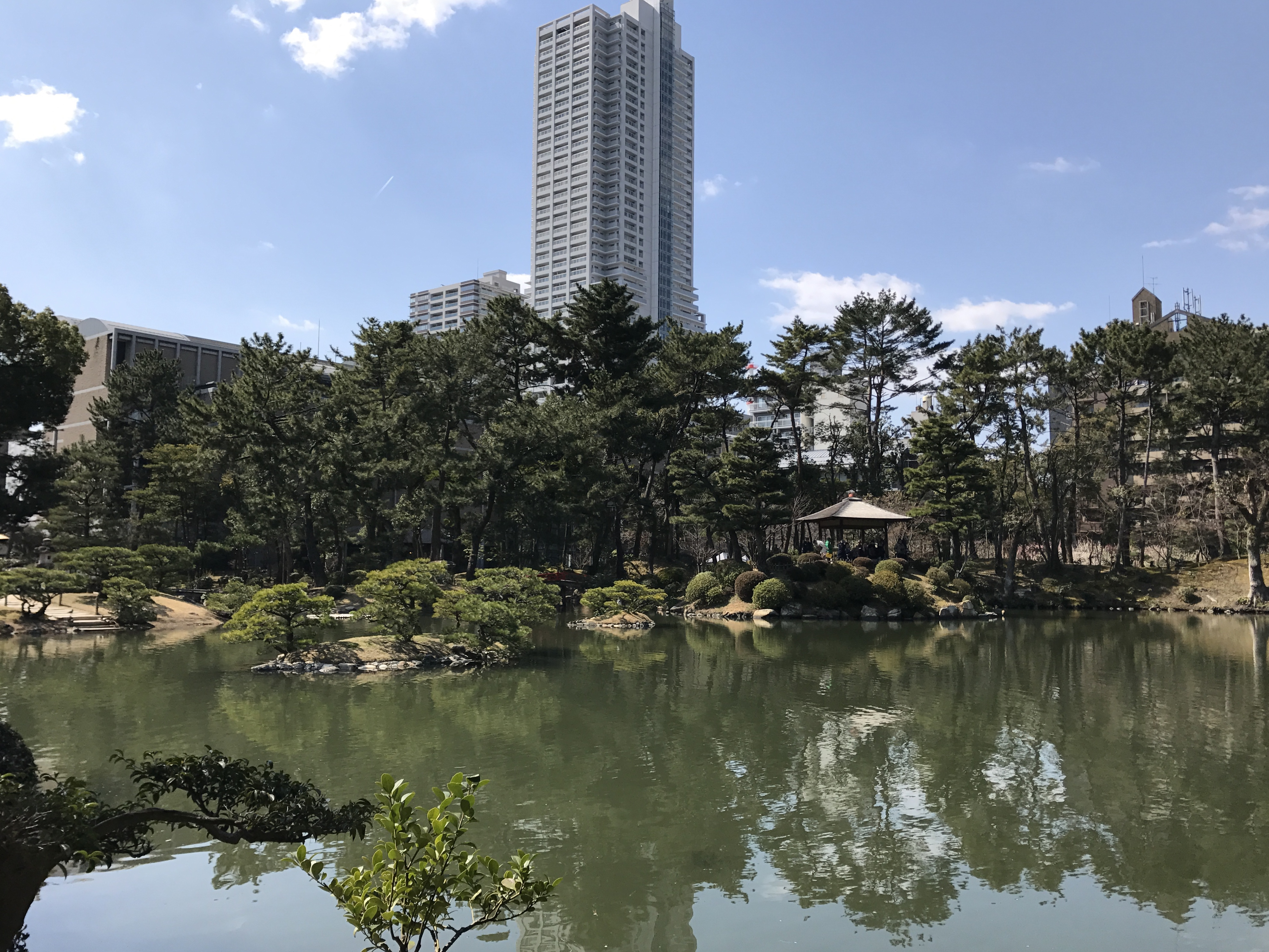
濯纓池和超然居
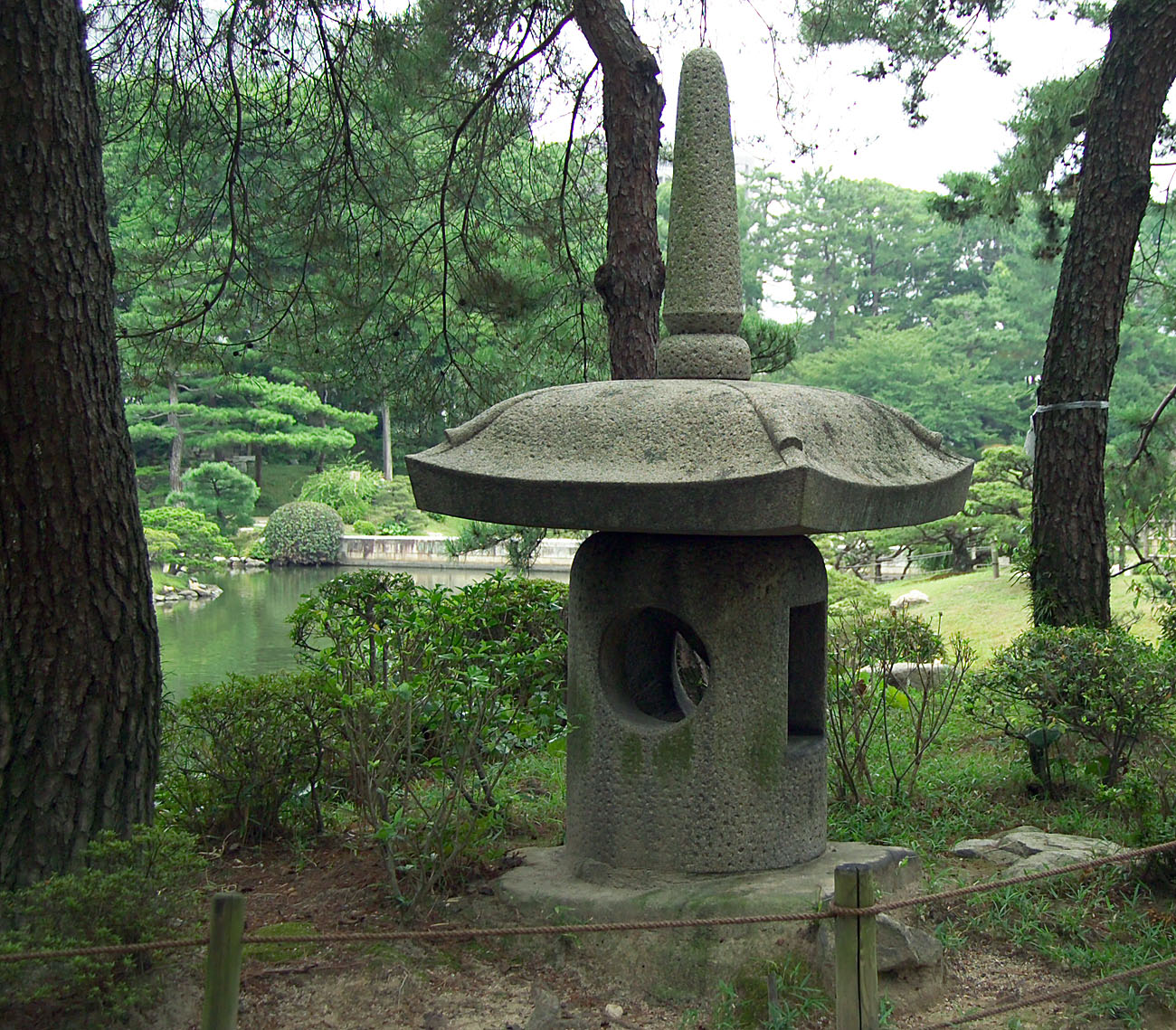
楊貴妃型石燈籠
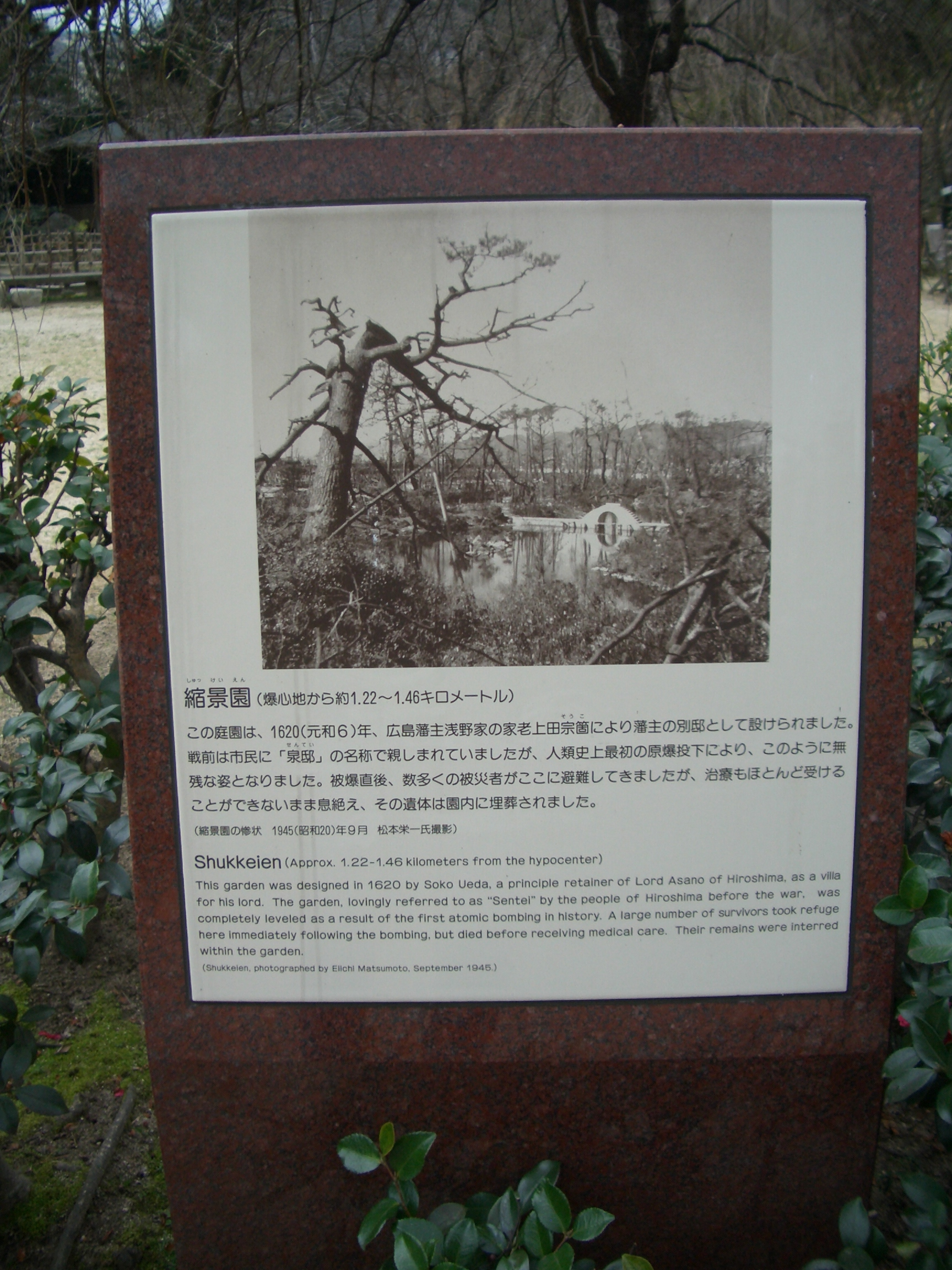
原子彈爆炸説明板
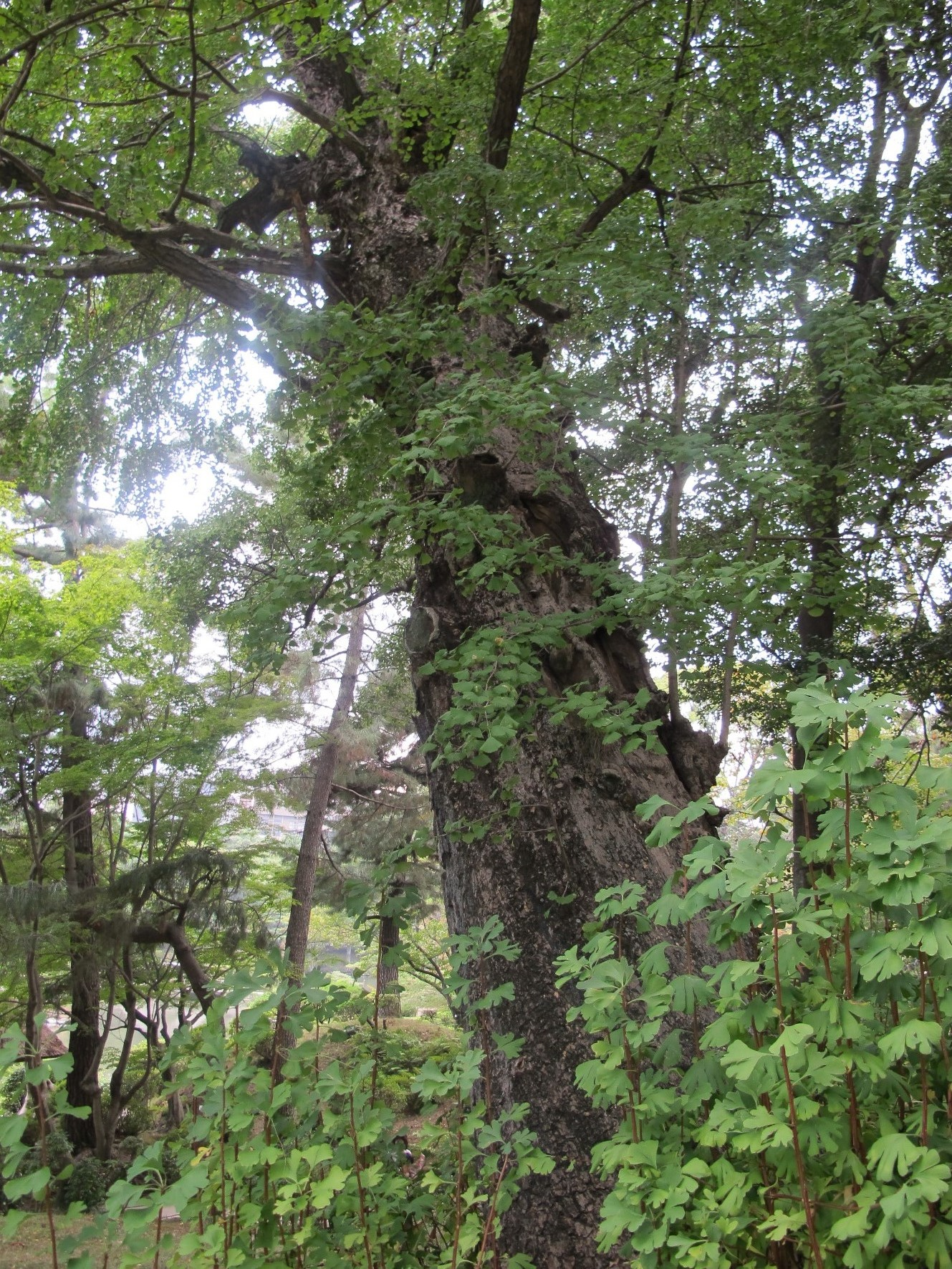
被爆樹木大銀杏

## 外部連結
- （日語） 官方网站
- （日語） 縮景園的Facebook專頁